# Euphorbia rosularis
Euphorbia rosularis — вид рослин із родини молочайних (Euphorbiaceae), зростає у центральній Азії.

## Опис
Це гола рослина 10–30 см заввишки. Стебла численні. Стеблові листки лускаті, яйцеподібні. Циатії поодинокі. Період цвітіння: літо.

## Поширення
Зростає у центральній Азії: Таджикистан, Узбекистан. Населяє скелясті схили; на висотах 2500–2800 метрів.